# Catalpa longissima
Catalpa longissima — вид квіткових рослин з родини біньйонієвих (Bignoniaceae).

## Опис
Це напівлистопадне дерево з великою, але розкритою кроною; може виростати до 25 метрів у висоту. Діаметр прямого стовбура може становити 90 см. 

## Поширення
Ареал: Домініканська Республіка, Гаїті, Ямайка.
Населяє сухий низинний ліс, сухі прибережні рівнини та росте вздовж піщаних берегів річок. 

## Використання
Використовується як декоративна рослина і як ліки. Дерево широко використовувалося для деревини в минулому, і тепер великі дерева рідко зустрічаються в багатьох регіонах; використовується для будівництва човнів, черепиці, каркасу, дощок, підлоги, кузовів возів, меблів і будівництва будинків. Кору використовують для дублення. 